# Les hommes préfèrent les blondes (comédie musicale)
Pour l’article homonyme, voir Les hommes préfèrent les blondes (homonymie).
Les hommes préfèrent les blondes (Gentlemen Prefer Blondes) est une comédie musicale américaine créée à Broadway en 1949 d'après le roman éponyme d'Anita Loos

## Argument
Voir le synopsis de l'adaptation au cinéma.

## Fiche technique
- Titre français : Les hommes préfèrent les blondes
- Titre original : Gentlemen Prefer Blondes
- Livret : Joseph Fields et Anita Loos, d'après le roman Les hommes préfèrent les blondes (en) (Gentlemen Prefer Blondes) de cette dernière
- Lyrics : Leo Robin
- Musique : Jule Styne
- Direction musicale : Milton Rosenstock (en)
- Mise en scène : John C. Wilson (en)
- Chorégraphie : Agnes de Mille
- Décors : Oliver Smith
- Costumes : Miles White (en)
- Lumières : Peggy Clark (en)
- Production : Herman Levin et Oliver Smith
- Nombre de représentations consécutives : 724
- Lieu des représentations : Ziegfeld Theatre, Broadway
- Date de la première : 8 décembre 1949
- Date de la dernière : 15 septembre 1951

## Distribution originale
Rôles principaux
- Carol Channing : Lorelei Lee
- Yvonne Adair : Dorothy Shaw
- Rex Evans : Sir Francis Beekman
- Jack McCauley : Gus Esmond
- Eric Brotherson : Henry Spofford
- George S. Irving : Josephus Gage

Autres rôles (sélection)
- Anita Alvarez : Gloria Stark
- Peter Birch : Bill / un danseur
- Robert Cooper : Frank / un danseur
- Peter Holmes : Leon / un valet / un danseur
- William Krach : le ténor / un chanteur
- Mort Marshall : Robert Lemanteur
- Irving Mitchell : M. Esmond Sr.
- Howard Morris : Louis Lemanteur
- Bob Neukum : Pierre / un stewart / un chanteur
- Alice Pearce : Mme Ella Spofford
- Reta Shaw : Lady Phyllis Beekman
- Judy Sinclair : Zizi / une chanteuse
- Eddie Weston : George / un danseur
- Hope Zee : Fifi / une chanteuse

Remplacements en cours de production (sélection)
- Bibi Osterwald : Dorothy Shaw (1950)
- Paula Trueman : Mme Ella Spofford (1951)

## Numéros musicaux
| Acte I - It's High Time (Dorothy Shaw, ensemble) - Bye, Bye Baby (Gus Esmond, Lorelei Lee) - Bye, Bye Baby (reprise : Gus Esmond, ensemble) - A Little Girl from Little Rock (Lorelei Lee) - I Love What I'm Doing (Dorothy Shaw) - Just a Kiss Apart (Henry Spofford) - It's Delightful Down in Chile (Sir Francis Beekman, Lorelei Lee, Show Girls, ensemble masculin) - Sunshine (Henry Spofford, Dorothy Shaw) - In The Champ de Mars (ensemble) - Sunshine (reprise : ensemble) - I'm A'tingle, I'm A'glow (Josephus Gage) - House on Rittenhouse Square (Dorothy Shaw) - You Say You Care (Henry Spofford) - Finaletto (Lorelei Lee, ensemble) | Acte II - Bye, Bye Baby (reprise : ensemble dansant) - Mamie is Mimi (Gloria Stark, deux danseurs) - Coquette (le ténor, Show Girls) - Diamonds Are a Girl's Best Friend (Lorelei Lee) - You Say You Care (reprise : Dorothy Shaw, Henry Spofford) - Gentlemen Prefer Blondes (Lorelei Lee, Gus Esmond) - Homesick Blues (Lorelei Lee, Dorothy Shaw, Gus Esmond, Henry Spofford, Mme Ella Spofford, Josephus Gage) - Keeping Cool with Coolidge (Dorothy Shaw, danseurs, ensemble) - Button Up with Esmond (Lorelei Lee, Show Girls, ensemble) - Gentlemen Prefer Blondes (reprise : Lorelei Lee, Gus Esmond, ensemble) - Bye, Bye Baby (reprise : troupe entière) |

## Reprises (sélection)
- 1962 : Prince's Theatre, Londres, 223 représentations, avec Dora Bryan (Lorelei Lee), Bessie Love (Mme Ella Spofford)
- 1995 : Lyceum Theatre, Broadway, 24 représentations, avec KT Sullivan (en) (Lorelei Lee)

## Adaptation au cinéma
- 1953 : Les hommes préfèrent les blondes (Gentlemen Prefer Blondes) d'Howard Hawks, avec Marilyn Monroe (Lorelei Lee), Jane Russell (Dorothy Shaw), Charles Coburn (Sir Francis Beekman) et Tommy Noonan (Gus Esmond)